# M13
М13 (също познат като NGC 6205) е кълбовиден звезден куп в съзвездието Херкулес.
М13 има ширина 145 светлинни години и съдържа няколкостотин хиляди звезди, което прави купа един от най-големите кълбовидни звездни купове в нашата галактика. Намира се на разстояние от 25 000 св. г. и неговият ъглов размер от 23’ отговаря на 165 св. г. Той съдържа над 100 000 звезди. В неговия център звездите са 500 пъти по-концентрирани, отколкото в околностите на нашето Слънце. Възрастта на М13 е определена на около 14 млрд. години. М13 се характеризира и с необикновено младата синя звезда Barnard 29 от спектрален клас B2. Единственото обяснение за нейното съществуване е, че тя е била гравитационно прихваната от купа.
От наблюдения са потвърдени 4 сравнително бедни на звезди области в М13.
Сферичният куп М13 е избран през 1974 г. като цел за едно от първите радиосъобщения до евентуалните извънземни цивилизации, което е изпратено с големия радиотелескоп на обсерваторията Аресибо.
Видим с бинокъл, М13 често е един от обектите за наблюдение от хората, които правят първите си стъпки в астрономията. Близо до него на 40’ североизток се намира бледата галактика NGC 6207 с магнитуд 11, видима на някои от фотографиите на този куп.
Открит е от английския астроном Едмънд Халей през 1714 г.
В Нов общ каталог се води под номер NGC 6205.
Разстоянието до М13 e изчислено на около 25 100 светлинни години.